# Arthropterygius chrisorum
L'artrotterigio (Arthropterygius chrisorum) è un rettile marino estinto, appartenente agli ittiosauri. Visse nel Giurassico superiore (Oxfordiano - Kimmeridgiano, circa 160 - 150 milioni di anni fa) e i suoi resti fossili sono stati ritrovati in Canada.

## Descrizione
Questo animale possedeva un corpo simile a quello dei tonni, compatto e idrodinamico; la pinna caudale era molto sviluppata, mentre le zampe, trasformate in strumenti simili a pagaie, erano piuttosto corte e arrotondate, al contrario di quelle di altri ittiosauri. Il cranio era lungo e sottile, dotato di piccoli denti e di orbite gigantesche. In generale, l'aspetto di questo animale assomigliava molto a quello di un altro ittiosauro del Giurassico, Ophthalmosaurus. Al contrario di quest'ultimo, però, possedeva un'articolazione fortemente angolata tra il radio, l'ulna e l'omero; era inoltre presente un forame per l'arteria carotide interna (una grande arteria che porta sangue al cervello) sulla superficie posteriore del basisfenoide.

## Classificazione
I fossili di questo animale vennero scoperti nell'isola di Melville (Territori del Nordovest, Canada), e sono tuttora i più completi di un ittiosauro proveniente dall'Artico canadese. I fossili, risalenti al Giurassico superiore, vennero descritti nel 1993 e inizialmente attribuiti al genere già noto Ophthalmosaurus, seppur in una nuova specie (O. chrisorum). Una ridescrizione del materiale avvenuta nel 2010 ha stabilito che le differenze tra questa specie e le altre attribuite a Ophthalmosaurus erano sufficienti per stabilire l'esistenza di un nuovo genere, Arthropterygius. Lo studio mise in luce analogie con un altro ittiosauro giurassico, Caypullisaurus dell'Argentina, considerato il suo sister taxon. Altre ricerche più recenti, tuttavia, hanno indicato Arthropterygius come il più basale fra gli oftalmosauridi, un gruppo di ittiosauri specializzati, tipici del Giurassico e del Cretaceo (Fischer et al., 2011; Fischer et al., 2012).